# HD 72617
HD 72617，又名BD+08 2077，SAO 116894、HR 3380，是一颗恒星，视星等为6.03，位于銀經217.09，銀緯26.66，其B1900.0坐标为赤經8h 28m 50s，赤緯+8° 26.66′ 41″。